# Научно-исследовательский институт резиновой промышленности (Москва)
Научно-исследовательский институт резиновой промышленности (НИИРП) — отраслевой институт СССР и РФ, разрабатывавший резинотехнические материалы и изделия для всех отраслей народного хозяйства. Награждён орденом Трудового Красного Знамени.

## История

### 30-е гг. XX века
В конце 1929 года при Главном Комитете Резиновой Промышленности («Резинотрест») была создана Центральная лаборатория, которая приказом ВСНХ СССР № 1204 от 13 апреля 1930 года была преобразована в Научно-исследовательский институт резиновой промышленности (НИИРП). На центральную лабораторию завода «Красный Треугольник» была возложена роль филиала НИИРП.
«Резинотрест» входил в Наркомат тяжелой промышленности, который в конце 30-х годов был разделен на шесть наркоматов. «Резинотрест» вошел в ведение Наркомата химической промышленности (НКХП). В НКХП были созданы двенадцать главных управлений, в том числе Управление резиновой промышленностью — «Главрезина».

В первые годы работ к числу основных задач института относились разработка конструкций и технологии изготовления резиновых, резино-тканевых, резино-металлических, резино-пластмассовых изделий, установление технико-экономических показателей их производства, разработка принципов построения рецептур и конкретных рецептур резин, исследование сырья и материалов, применяемых для этих резин и изделий.

Главной проблемой, решаемой в предвоенные годы сотрудниками института и заводов резиновой промышленности, было широкое внедрение в производство первого советского натрий-дивинилового каучука — СКБ. В 1930—1931 годах С. В. Лебедевым совместно с лабораторией завода лит. Б была разработана рецептура важнейших первых резиновых смесей и условия обработки синтетического каучука. Была доказана техническая применимость нового каучука для приготовления главнейших типов резиновых изделий — автопокрышек, галош, прорезиненной ткани, технических изделий, эбонита. Ввиду того, что полугодовалая служба изделий дала вполне удовлетворительные показатели, было решено передать освоение синтетического каучука резиновым заводам через НИИРП. Это было сделано в середине 1931 г..

В 1933 году в рамках Каракумского пробега испытывались отечественные шины из синтетического каучука новой конструкции «Сверхбаллон», разработанной в НИИРП, мягкие резервуары из прорезиненных тканей для транспортировки воды, армейское снаряжение, позволяющее поднимать воду из колодцев разных глубин. Наряду со всеми участниками автопробега сотрудники НИИРП — В. Ф. Евстратов и С. Л. Левин, были награждены грамотами ЦК профсоюзов.

Сложность применения отечественного синтетического каучука заключалась в том, что существующие рецептуры резин на основе натурального каучука и технологические приемы его переработки оказались совершенно не пригодными при внедрении СКБ. Новый каучук осваивали сразу в производстве всех видов изделий. Проводилось детальное изучение процессов пластикации, смешения и вулканизации СКБ и смесей на его основе с целью определения основных закономерностей технологического поведения (реологии), выявление оптимальных режимов обработки. Для устранения излишней липкости изготовленного каучука была предложена термообработка его острым паром, а для устранения хрящей - рафинирование. Предложено также снижение избыточного натрия в каучуке. Изучался механизм действия усиливающих наполнителей. К указанным работам был привлечен профессор, а позже академик П. А. Ребиндер.

В 1934 г. промышленность начинает выпускать синтетический хлорированный каучук — совпрен. Проводились широкие испытания механических и эластических свойств наполненных и ненаполненных резин на его основе, а также определение стойкости к растворителям и маслам.

Большое внимание в этот период уделялось изучению физико-механических и технологических свойств отечественного натурального каучука из кок-сагыза. На этот каучук возлагались большие надежды, так как развитие производства кок-сагыза в стране связывали с возможностью создания отечественной базы по выпуску натурального каучука. В дальнейшем это направление не получило развития.  

В 1936 г. совместно с Проектно-исследовательским институтом неметаллической брони (ИНБ) был разработан способ протектирования топливных баков, изготовлены протектированные топливные бензобаки для самолетов И-15, Р-Z. 

Отчет НИИРП 1935 год. Дальнейшее изучение процесса полимеризации спиртового бутадиена в эмульсиях. Руководитель - Догадкин Б. А.

К 1935 г. штат института состоял из 320 человек, из них инженерно-технических работников 165 человек. Основная часть института располагалась на улице Маросейка.  с 1933 по 1937 год главным инженером работал Кошелев Федор Федорович.

Длительное время у НИИРПа не было своей экспериментальной базы. Опытные работы приходилось проводить главным образом, на московских заводах «Красный Богатырь» и «Каучук». В начале 1939 г. НИИРП получил свою экспериментальную базу — опытный шинный завод. Все лаборатории института были переведены на площадку завода.

В начале 30-х годов в СССР начинаются работы по созданию стратостатов для изучения стратосферы. На НИИРП возлагается задача создания его оболочки. Конструкция оболочки стратостата создавалась конструкторами и технологами НИИРПа. Изготавливалась оболочка на заводе «Каучук» в цехе № 2 на территории НИИРПа. 30 сентября 1933 г. стратостат СССР-1 совершил подъем на рекордную высоту 19 тысяч метров. В составе его экипажа, кроме командира Прокофьев Г. А. и пилота Бирнбаума Э. К., находился инженер Годунов К. Д. — создатель оболочки стратостата. За создание стратостата сотрудники института Годунов К. Д., и Кузина Е. Н. были награждены орденом Ленина, Левитина Г. А. — орденом Трудового Красного Знамени.

Для экспедиции Папанина И. Д. «Северный полюс» в 1937 г. НИИРП была разработана и изготовлена на заводе «Каучук» жилая палатка. Ее каркас состоял из алюминиевых труб, стены покрывались прорезиненной материей и утеплялись гагачьим пухом, пол — резиновый надувной. К палатке пристраивался тамбур, где можно было оставлять мокрую обувь и винтовки. Внутри палатки были многочисленные карманы, заменяющие чемоданы. Также были изготовлены непромокаемые баулы — очень легкие и вместительные. В создании снаряжения непосредственное участие принимали инженеры Кириллина М. М., Крюков П. И., Поляков А. Н.

В связи с широким развитием химической промышленности, выдвигаются повышенные требования к средствам индивидуальной защиты органов зрения и дыхания. Первые средства защиты — маски, разработанные с участием НИИРПа и нашедшие широкое применение в цементной, химической промышленности и лакокрасочном производстве, клеились на силуминовых формах. Метод их изготовления во многом напоминал производство клееной на колодке галоши. С 1932 г. ведется освоение формового способа изготовления масок. Наряду с освоением принципов конструирования полумасок и масок ведется поиск метода построения рабочих чертежей на формы и прессформы для выпуска изделий, обладающих сложной конфигурацией. Первая формовая лицевая часть противогаза была разработана и внедрена в 1932—1933 годах. Эти годы можно назвать началом развития нового направления в резиновой промышленности — создания средств индивидуальной защиты на индустриальной основе.

Для самолетов, летающих на Севере, в НИИРПе были разработаны (конструкторы Фомин И. В., Крюков П. И.) «антиобледенители», которые позволяли, при подаче давления в камеры из прорезиненной материи, устранять обледенение с крыльев самолета. Такими антиобледенителями был оборудован самолет АНТ-25, управляемый экипажем в составе Чкалова В. П., Белякова А. В. и Байдукова Г. Ф., который в 1937 г. совершил перелет из СССР в США через Северный полюс.

### 40-е гг. XX века
В 1941 г. был создан новый общесоюзный Наркомат резиновой промышленности (нарком Т.Б. Митрохин), объединивший предприятия по производству синтетического каучука, автошин, резино-технических изделий, резиновой обуви, изделий медицинского и санитарного назначения, резино-асбестовых изделий и углеродных саж и соответствующие научно-исследовательские институты.
Первоначально НИИРП проводил исследовательские работы в области шин и резинотехнических изделий (РТИ). По решению СНК и ЦК ВКП (б) от 29 марта 1941 г. шинный сектор был выведен из состава НИИРП’а  и организован как самостоятельная научная база – Научно-исследовательский экспериментальный институт резиновой промышленности (НИИЭИРП). Главным инженером назначен Евстратов В.Ф. С 1942 года он стал директором нового института - Институт шинной промышленности (НИИШП), а с 1944 – заместителем директора по научной работе.
Системные работы по резинотехническим изделиям для ракетной техники начали проводиться в НИИРП с 1946 года в связи с поступлением в СССР образцов баллистической ракеты Vergeltungswaffe-2, более известной как Фау-2, немецкого конструктора Вернера фон Брауна. Ракета имела жидкостной ракетный двигатель на 75 % этаноле и жидком кислороде и турбонасосный агрегат, для комплектации которого использовались различные уплотнительные детали. В состав комиссии по воспроизводству деталей  входил сотрудник НИИРП Цыбук Б.С.
В результате работ были разработаны материалы и резинотехнические детали для первой отечественной ракеты Р-1 (8А11) или объекта «Волга» - первой крупной баллистической ракеты, созданной под руководством Сергея Павловича Королёва. За основу была взята ракета A4 («Фау-2»). Некоторые резинометаллические детали пришлось позаимствовать из трофейных запасов большую материалов удалось изготовить из отечественного сырья. Резиновые смеси 9123, 9101, 9102, 9103, 9035 используются и поныне. Для изделий Р-1 (8А11) и Р-2 (8Ж38) работы по совершенствованию резин и уточнению гарантийных сроков проводились вплоть до конца 1950 годов. В работах принимали участие Новиков В. И., Дайховская Ф. И., Цыбук Б. С.
Проводятся изыскание бензостойких клеев для крепления резин к металлической армматуре баков для обеспечения длительной эксплуатации в том числе при воздействии жидкого кислорода, 80 % перекиси водорода. Разрабатываются резино-металлические клапана. V-образные манжеты. Проводятся работы по замене клея 101 АБ на клей «лейконат» Молотовского химзавода и Дорхимзавода им. Фрунзе (позднее НПО «Пластик»). Результаты работ использовались в составе модернизированного двигателя РД-100 с усовершенствованной пневмогидравлической системой.
В послевоенный период в институте проводились работы с конструкторскими бюро, возглавляемыми будущими академиками АН СССР, Героями Социалистического труда, среди которых:  Глушко В. П., Пилюгин Н. А., Рязанский М. С., Кузнецов В. И., Бармин В. П.
В 1946 году образована  физическая лаборатория (создал и руководил до 1951 года Бартенев Г. М.).
В 1947 г. начались работы по деталям для двигателей большой тяги, специально спроектированным под использование керосина вместо этилового спирта. Уплотнения (манжеты), входящие в комплект насосов однокамерного двигателя РД-110 (8Д55) для баллистической ракеты Р-3, обеспечивали герметичность при скорости вращения до 7000 об/мин, давлении 2,5 атм., при воздействии газообразного кислорода и температуры до +200 °C . В работах принимали участие Явич А. А., Фурман П. Ю., Демидович В. Е., Лебедева А. А. Кузьминский А. С.
С 1949 года проводились работы по деталям для баллистических ракет на высококипящих компонентах топлива, освобождающих ракетную технику от недостатков низкокипящего жидкого кислорода. Была доказана возможность создания РТИ для компактных баллистических ракет с высококипящим окислителем – смесью азотной кислоты с окислами азота (АК-20) и горючим ТГ-02 (топливо ГИПХ), или керосином.

### 50-е гг. XX века
В 1951 году ведутся работы в интересах НИИ-88 и ОКБ-456 по разработке рукавов для горючего ТГ-02 (Резников Д. Б., Шнайдер Э. И., Винарова Б. М.). 
К октябрю 1951 г. закончены работы по деталям для двигателя РД-103 ракеты Р-5 (8А62) в конструкции которой несущими были сделаны бак горючего и бак окислителя. Это были уже полностью отечественные разработки, а не копии ФАУ-2. 
В связи с получением нового задания, проверялось действие горючего ТМ-114 (полученное из НИИ-94) на резины. Для рукавов применялись образцы пленки НИИЭЗ им. Фрунзе, образцы пленки совамид-2 (НИИ-5) — аналога зарубежной пленки лиафоль. Изготавливаются рукава для автоцистерны 33-Н. 
С  апреля 1953 проводились летные испытания испытания экспериментального варианта ракеты Р-11 (8А61). В качестве горючего был использован керосин Т-1.  
К июню 1956 года закончены работы по деталям и средствам защиты от пониженных температур для ракетного комплекса Р-5М (8К51) с ядерным боезарядом. 
С приходом Янгеля М. К. в ОКБ-586 в г. Днепропетровске при активной поддержке Министерства обороны началась разработка семейства стратегических баллистических ракет для средних и межконтинентальных дальностей. Первой в этом семействе стала ракета Р-12 (8К63), содержащая резинотехнические детали, предназначенные для использования в среде высококипящих компонентов топлива. Первый испытательный пуск состоялся 12 июня 1957 г. на полигоне Капустин Яр. 4 марта 1959 г. ракету Р-12 приняли на вооружение с открытым наземным стартом. В качестве топлива использовались АК-27И (смесь 73 % азотной кислоты с 27 % тетраоксида азота) и керосин марки ТМ-185. Для самовоспламенения использовалось топливо ТГ-02 (в малом количестве) как пусковое горючее. Двигатель ракеты был разработан в ОКБ-456 под руководством Глушко В. П. Резиновые детали НИИРП обеспечивали заправку ракеты компонентами топлива перед стартом и возможность нахождения в заправленном состоянии ракеты в течение месяца.
С февраля 1953 года по теме Т-1 проводятся опытно-конструкторские работы по созданию деталей баллистической межконтинентальной ракеты Р-7. В ходе ее испытаний несколько модифицированными вариантами ракеты с индексом 8К71ПС 4 октября и 3 ноября 1957 г. 
Резины и резинотехнические изделия НИИРП применены при запуске 4 октября 1957 года первого искусственного спутника земли ПС-1, при запуске 3 ноября 1957 второго спутника ПС-2 с живым существом на борту, Станции Луна-3, получившей первое первое изображение обратной стороны Луны.

## Названия предприятия
- 1930 год — Научно-исследовательский институт резиновой промышленности (НИИРП).
- 1989 год — Всесоюзный научно-исследовательский институт эластомерных материалов и изделий (ВНИИЭМИ)[7].
- 1993 год — Научно-исследовательский институт эластомерных материалов и изделий (АООТ «НИИЭМИ»).
- 1999 год — Научно-исследовательский институт эластомерных материалов и изделий (ОАО «НИИЭМИ»).
- 2005 год — Научно-исследовательский институт эластомерных материалов и изделий (ООО «НИИЭМИ»).

Согласно приказу Министерства нефтеперерабатывающей и нефтехимической промышленности СССР в 1966 году Научно-исследовательскому институту резиновой промышленности присвоено условное наименование — предприятие п/я №В-8339.

## Директора
- Ляндау Л. Г. (1930—1941) — первый директор института — главный инженер.
- Федотова А. С. (1941—1945) — эвакуация в Свердловскую область, ст. Хромпик. восстановление лабораторий: физико-механической, аналитической, рецептурной, отделов вальцовки и сырья.
- Богаевский Анатолий Прокофьевич (1946—1948)
- Гуляев Павел Николаевич (1948—1959)
- Богаевский Анатолий Прокофьевич (1959—1974)
- Федюкин Дмитрий Львович (1975—1988)
- Резниченко Сергей Владимирович (1988—2005)

## Достижения
За достигнутые успехи в области разработки и внедрения резино-технических изделий, отвечающих требованиям народного хозяйства и обороны страны были награждены Орденом Трудового Красного Знамени —10 человек ( Богаевский А. П., Буров С. В., Гуляев П. Н., Виноградов М. И., Бардин Ю. Н., Демидович В. Е., Цыбук Б. С., Шорохов В. М., Мордоньев С. Н., Левитина Г.А.).
За период 1960—1990 гг. сотрудниками института получено 150 ордена и 354 медали, в том числе орденов Ленина — 2, Октябрьской Революции — 3, Дружбы народов — 3, Трудового Красного Знамени и «Знак почета» — 142. Получено 133 значка «Отличник МНХП СССР», 126 Почетных грамот МНХП, 402 медали ВДНХ.
Ассортимент изделий, разработанных в НИИРП, включает резинотканевые изделия (конвейерные ленты, клиновые и плоские ремни, рукава), формовые изделия (резиноармированные манжеты, амортизаторы, уплотнительные детали, клапаны, кислородные маски и др.), неформовые изделия (трубки, профили и пр.), изделия из прорезиненных тканей (лодки, плоты, понтоны, резервуары, надувные строительные конструкции, защитные костюмы).
Большое промышленное значение имела разработка и внедрение в производство широких клиновых ремней для вариаторов самоходного комбайна СК-4. С целью дальнейшего повышения изгибоустойчивости ремней были разработаны зубчатые клиновые ремни для автомобилей ЯАЗ-200 (в дальнейшем МАЗ-200), где в приводе использовались шкивы очень малых диаметров. Зубчатые клиновые ремни нашли применение и в других автомобилях.

## Филиалы
- Ленинградский (1958) — директор Езжев А. П.
- Свердловский (1958) — директор Атапов А. П. Позднее переименован в ООО "Институт резины и резиновых технических изделий" (ООО "ИР и РТИ"). Ликвидирован 26.12.2019[8].
- Волжский (1959) — директор В. А. Швецов[9]. Позднее переименован во Всесоюзный научно-исследовательский и конструкторско-технологический институт резиновой промышленности (ВНИКТИРП)[10].
- Загорский (1961) — директор Котлярский И. М.[11]
- Днепропетровский (1966) — директор Васильев Н. В.[12]

- лаборатория в г. Белая Церковь
- лаборатория в г. Бобруйск

## Адреса
- ул. Маросейка, 12
- ул. Малая Трубецкая, 28
- ул. Ефремова, 10
- ул. Перовский проезд, 35